# Almatys tunnelbana
Almatys tunnelbana (kazakiska:Алматы метрополитені, ryska: Алматинский Метрополитен) är ett tunnelbanesystem i den kazakiska staden Almaty. De sju första stationerna på den första linjen (linje 1) invigdes år 2011.
Den 18 april 2015 utökades linjenätet med 2,9 kilometer och två nya stationer och den 30 maj 2022 utökades det med ytterligare 3,1 kilometer och två nya stationer.

Metron (röd linje) med planerade utökningar.

## Linjer
| Nr | Namn                                                  | Öppnad | Längd   | Stationer |
| -- | ----------------------------------------------------- | ------ | ------- | --------- |
| 1  | Linje 1 (kazakiska:Бірінші бағыт, ryska:Первая линия) | 2011   | 13,4 km | 11        |
|    | Totalt:                                               |        | 13,1 km | 11        |

## Stationer
- Raiymbek batyr
- Zjibek Zjoly
- Almaly
- Abai
- Baikonur
- Teatr Imeni Muktara Auezzova
- Alatau
- Sayran
- Moskva
- Saryarqa
- Bauyrzhan Momyshuly